# .si
.si – domena internetowa przypisana do Republiki Słowenii. Została utworzona 1 kwietnia 1992. Zarządza nią ARNES (Akademsko raziskovalno omrežje Slovenije (słoweń.)).